# Poul-Gerhard Andersens orgelbyggeri
Poul-Gerhard Andersens Orgelbyggeri var ett danskt orgelbyggeri i Köpenhamn.

## Lista över orglar
| År   | Ursprunglig kyrka                  | Stift      | Bild | Manualer | Pedal        | Stämmor | Bevarad orgel/fasad | Övrigt                        |
| ---- | ---------------------------------- | ---------- | ---- | -------- | ------------ | ------- | ------------------- | ----------------------------- |
| 1963 | Jonstorps kyrka                    | Lunds      |      | 2        | Självständig | 13      | Ja/Ja               |                               |
| 1964 | Sankt Lars kyrka, Åsa              | Göteborgs  |      | 1        | Bihängd      | 5       | Ja/Ja               |                               |
| 1964 | Viskafors kyrka                    | Göteborgs  |      | 2        | Självständig | 13      | Ja/Ja               |                               |
| 1964 | Skara domkyrka                     | Skara      |      | 3        | Självständig | 46      | Ja/Ja               |                               |
| 1964 | Heliga Trefaldighets kyrka, Arboga | Västerås   |      | 1        | Bihängd      | 4       | Ja/Ja               | Kororgel.                     |
| 1965 | Lunds domkyrka                     | Lunds      |      | 1        | -            | 4       | Ja/Ja               | Orgeln är placerad i kryptan. |
| 1967 | Vä kyrka                           | Lunds      |      | 2        | Självständig | 19      | Ja/Ja               |                               |
| 1968 | Gustav Adolfs kyrka, Helsingborg   | Lunds      |      | 3        | Självständig | 43      | Ja/Ja               |                               |
| 1971 | Linköpings domkyrka                | Linköpings |      | 2        | Självständig | 19      | Ja/Ja               | Kororgel.                     |
| 1972 | Sankt Petri kyrka, Klippan         | Lunds      |      | 2        | Självständig | 17      | Ja/Ja               |                               |
| 1974 | Lunds domkyrka                     | Lunds      |      | 1        | -            | 4       | Ja/Ja               | Ett flyttbart positiv.        |
| 1977 | Lunds domkyrka                     | Lunds      |      | 2        | Självständig | 23      | Ja/Ja               | Kororgel.                     |
| 1980 | Vetlanda kyrka                     | Växjö      |      | 3        | Självständig | 35      | Ja/Ja               |                               |